# Quick, Draw!
Quick, Draw! — онлайн-игра, разработанная Google, которая предлагает игрокам нарисовать изображение объекта или идеи, а затем использует искусственный интеллект в виде нейронной сети, чтобы угадать, что представляют собой рисунки. ИИ обучается за счёт каждого нарисованного игроком рисунка, улучшая свою способность правильно угадывать в будущем.

## История
Quick, Draw! была представлена на Google I/O в ноябре 2016 года как игра, в которой одному игроку предлагалось нарисовать изображение объекта, а другому игроку нужно было угадать, что это такое. В 2017 году команда Magenta из Google Research пошла дальше этой идеи, используя этот помеченный набор данных для обучения модели Sketch-RNN, которая могла бы в режиме реального времени попытаться предсказать, что рисует игрок.
С ноября 2016 по май 2017 года в Quick, Draw! сыграло 15 млн человек. По состоянию на май 2018 года, в игре собрано свыше 1 миллиарда нарисованных от руки рисунков.

## Игровой процесс
В игре Quick, Draw! всего 6 раундов. В каждом раунде игроку даётся 20 секунд, чтобы нарисовать определённый объект, выбранную из базы данных игры, в то время как нейросеть будет говорить, на что, как она считает, похож рисунок. Раунд заканчивается либо тогда, когда искусственный интеллект успешно угадывает рисунок, либо когда у игрока заканчивается время. Вот что об этом гласит сайт: «Вы рисуете предмет, а нейронная сеть пытается угадать, что это такое. Не все её попытки удачны. Чем чаще вы играете, тем больше знает сеть. Пока она умеет распознавать всего несколько сотен предметов, но со временем их список расширится».
В конце Quick, Draw! игроку выдаются его рисунки и результаты. Он также может просмотреть, как искусственный интеллект сравнил его работу с рисунками, предоставленными другими игроками, прежде чем выйти из игры или начать игру заново. Quick, Draw! является примером машинного обучения — процесс и результат игры для нейронной сети являются важным инструментом обучения.
Игра похожа на другую игру Pictionary тем, что у игрока есть только ограниченное время для рисования, а также на Draw Something. Понятия, которые он угадывает, могут быть простыми, например, «нога», или более сложными, например, «миграция животных».
В игре во многом используется та же технология, что и в Google Переводчике. В нём используется почерк человека, чтобы угадать, какие слова или символы тот пытается нарисовать, прежде чем перевести их на нужный язык. Quick, Draw! точно так же распознаёт рисунки. Компьютер «смотрит» на рисунок и пытается идентифицировать его, распознавая узоры из ранее просмотренных рисунков.